# سيلغرد
سيلغرد هي قرية في مقاطعة جلفا، إيران. عدد سكان هذه القرية هو 345 في سنة 2006.